# Sysertskij rajon
Il Sysertskij rajon (in russo Сысертский район?) è un distretto nell'oblast' di Sverdlovsk, in Russia. Il centro amministrativo è la città di Sysert'.
Dal punto di vista della struttura amministrativo-territoriale della regione, nel rajon si sono formati due distretti urbani: Sysertskij gorodskoj okrug (Сысертский городской округ) con il centro amministrativo nella città di Sysert', e Aramil'skij (con il centro amministrativo nella città di Aramil').